# Aspidiotus japonicus
Aspidiotus japonicus är en insektsart som först beskrevs av Sadao Takagi 1957.  Aspidiotus japonicus ingår i släktet Aspidiotus och familjen pansarsköldlöss. Inga underarter finns listade i Catalogue of Life.